# Casa del Colonnello Frank J. Hecker
La Casa del Colonnello Frank J. Hecker è una storica residenza vittoriana di Detroit, nel Michigan.
L'edificio è stato inserito nella lista dei siti storici del Michigan nel 1958 e nel registro nazionale dei luoghi storici nel 1971. È composta di 49 stanze ed una rimessa indipendente.

## Storia
L'abitazione fu realizzata nel 1888 prendendo come modello stilistico il Castello di Chenonceau; il committente, il colonnello Frank J. Hecker, visse nella villa sino alla sua morte, sopraggiunta nel 1927. Nei successivi venti anni la proprietà continuò ad appartenere alla famiglia Hecker fino al 1947, ma servì da residenza per studenti universitari.
La villa è proprietà dell'università statale Wayne dal settembre del 2014.